# Jaipur (stato)

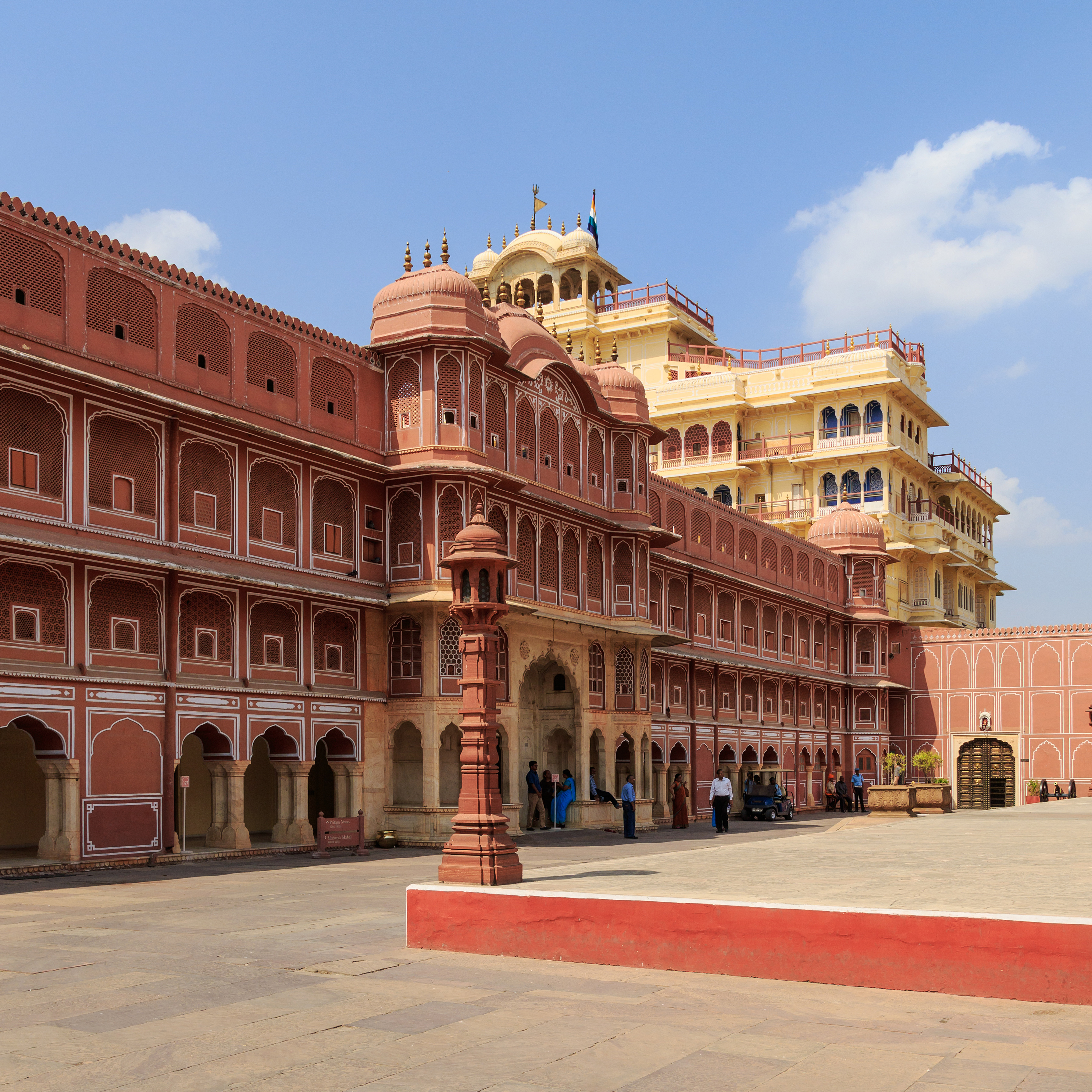
Il palazzo di Jaipur.

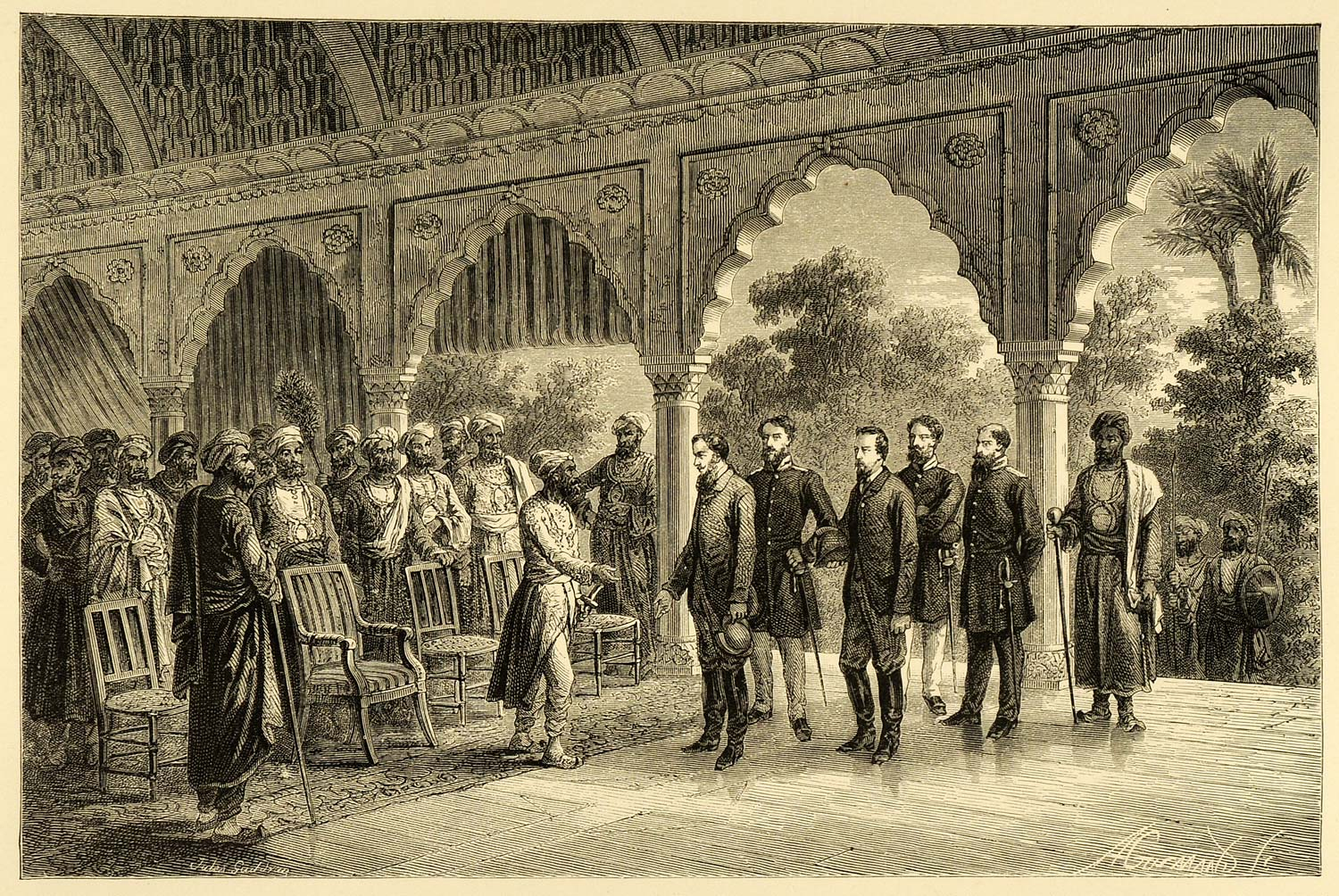
"La prima intervista col maharajah di Jeypur," da 'India and its Native Princes' di Louis Rousselet, 1878

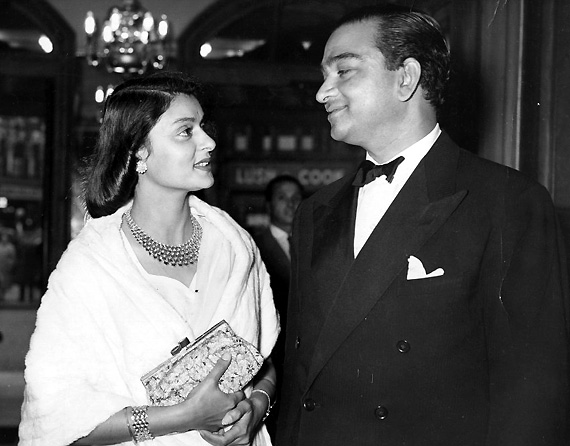
Maharani Gayatri Devi, Rajmata di Jaipur, nata principessa Gayatri Devi di Cooch Behar, col marito Man Singh II, ultimo maharaja di Jaipur.

Lo Stato di Jaipur (detto anche Regno di Amber, Regno di Dhundhar o Regno di Kachwaha) fu uno stato principesco del subcontinente indiano, avente per capitale la città di Jaipur.

## Storia
Lo Stato di Jaipur venne fondato nella regione di Dhundhar. Il suo predecessore era il regno di Dhundhar, fondato nel 1093 da Duleh Rai, noto anche come Dulha Rao, che era discendente di Raja Nal da Ajodhya. Lo Stato di Jaipur divenne noto col nome di regno di Amber dal XIV secolo al 1727. In quell'anno venne costruita la nuova capitale chiamata Jayapura, e quindi il regno venne rinominato Jaipur.

### Il Regno di Amber
Nel 1561, il reggente di Amber, Bharamail Kachwaha, cercò sostegno presso Akbar, l'imperatore mughal, e venne riconosciuto come Raja e investito della nobiltà mughal avendo donato una delle proprie figlie per l'harem di Akbar. Bharamail dovette però continuare a pagare tributi all'impero e subire la presenza di un governatore locale che sovrintendeva de facto alle vicende del suo Stato.
La dinastia di Amber diede all'Impero moghul diversi generali di rilievo come Bhagwant Das, Man Singh I, che combatterono e governarono da Kabul a Orissa ed Assam e Jai Singh I.

### Il Regno di Jaipur
A Jai Singh succedette Ramsingh I, Bishan Singh e Jai Singh II. Quest'ultimo, noto anche come Sawai Jai Singh, approfittò della debolezza dell'Impero moghul, che si stava ormai sgretolando, per costituirsi in regno indipendente e governò autonomamente lo Stato dal 1699 al 1743. Egli fu inoltre un famoso matematico ed astronomo e durante il suo governo la nuova capitale di Jaipur venne fondata nel 1727.
Dopo la fine del dominio dei moghul, le armate di Jaipur furono però in costante movimento: dalla fine del XVIII secolo i jat di Bharatpur e i capi di Alwar si dichiararono indipendenti dal Jaipur e giunsero ciascuno ad annettersi una porzione di quel territorio. Questo periodo della storia dello Stato di Jaipur è caratterizzato da lotte interne per il potere e da costanti conflitti militari coi maratha, i Jat e altri Stati, oltre che con i Britannici e i pindari (mercenari). Il regno subì una disastrosa sconfitta per mano dei maratha di Mahadji Scindia nella Battaglia di Patan del 1790. Ad ogni modo Jaipur rimase sufficientemente ricca per continuare nell'edificazione di splendidi templi e per restare un punto di riferimento per mercanti e cittadini abbienti. Nel 1803 il maharaja Sawai Jagat Singh siglò il primo trattato con i Britannici, sotto il Governatore Generale marchese Wellesley, ma questo venne ben presto sciolto sotto il suo successore, lord Cornwallis.
Nel 1818 lo Stato di Jaipur divenne ufficialmente un protettorato britannico. Nel 1835 alcuni moti in città vennero placati dal governo britannico. Durante i moti indiani del 1857, quando i Britannici chiesero assistenza per reprime l'insurrezione dei Sepoy, il maharaja accettò la proposta ed inviò delle truppe a sopprimere la rivolta nell'area attorno Gurgaon.
Il Jaipur terminò la propria esistenza il 7 aprile 1949 quando entrò a far parte dell'Unione Indiana dopo la dichiarazione d'indipendenza.

## Governanti
I governanti di Jaipur avevano il titolo di maharaja:
- 1699 - 21 settembre 1743 Jai Singh I (n. 1688 - m. 1743)
- 1743 - 12 dicembre 1750 Ishwari Singh (n. 1721 - m. 1750)
- 1750 - 5 marzo 1768 Madho Singh I (n. 1728 - m. 1768)
- 1768 - 13 aprile 1778 Prithvi Singh II (n. c.1762 - m. 1778)
- 1778 - 1803 Pratap Singh (n. 1764 - m. 1803)
- 1803 - 21 novembre 1818 Jagat Singh II (n. ... - m. 1818)
- 22 dicembre 1818 - 25 aprile 1819 Mohan Singh (reggente) (n. c.1809 - m. ...)
- 25 aprile 1819 - 6 febbraio 1835 Jai Singh III (n. 1819 - m. 1835)
- febbraio 1835 - 18 settembre 1880 Ram Singh II (n. 1835 - m. 1880)
- 18 settembre 1880 - 7 settembre 1922 Madho Singh II (n. 1861 - m. 1922)
- 7 settembre 1922 - 15 agosto 1947 Man Singh II (n. 1911 - m. 1970)